# Fischerula
Fischerula — рід грибів. Назва вперше опублікована 1928 року.

## Класифікація
До роду Fischerula відносять 2 види:
- Fischerula macrospora
- Fischerula subcaulis